# Альварес Монтальван, Эмилио
Эмилио Альвареc Монтальван (исп. Emilio Álvarez Montalván; 31 июля 1919 года, Манагуа, Никарагуа — 2 июля 2014 года, там же) — никарагуанский врач, писатель
 и государственный деятель, министр иностранных дел Никарагуа (1997—1998).

## Биография
Родился в семье судьи и историка Эмилио Альвареса Монтальвана Эрдосии Лехарсы. Мать умерла, когда ему было два года, воспитывался бабушкой. О своей юности в Манагуа вспоминает, как о периоде, когда «ничего не происходило», страна находилась под полным контролем диктатора Анастасио Сомосы.
Его жизнь изменилась, когда отец отправил его в чилийский Сантьяго, где он по окончании Школы медицины Университета Чили в 1946 г. получил докторскую степень в области медицины и хирургии. В 1949 г. он получил образование в области офтальмологии, окончив профильный институт а Буэнос-Айресе, Аргентина. Затем продолжил обучение в аспирантуре в Национальном Центре офтальмологии в Париже, Институте офтальмологии в Лондоне, и, наконец, в клинике офтальмологии и отоларингологии в Нью-Йорке (New York Eye and Ear Infirmary).
Возглавлял отделение офтальмологии в старой больнице Манагуа. Являлся основателем офтальмологической амбулатории больницы Крестителя в Манагуа, основателем Никарагуанского общества офтальмологии (1949), президентом Никарагуанской медицинской ассоциации (1955), основателем Центра офтальмологии Авенида Боливар.
Он также был активным участником никарагуанской политики и писателем с международным признанием. В 1949 г. был одним из учредителей Национального союза народных действий (UNAP), затем, как и его отец, вступил в Консервативную партию.
В 1954—1955 гг. во время диктатуры Анастасио Сомосы он был заключен в тюрьму сроком на один год по обвинению в намерении свергнуть президента. Повторно был арестован в 1956 г. после убийства Сомосы.
- 1967 г. — вице-президент Национального комитета Консервативной партии Никарагуа,
- 1968 г. — директор Школы обучения политике Никарагуа,
- 1981 г. — консультант Консервативной партии.

Был активным противником Анастасио Самосы Дебайле. Сыграл важную роль в формировании Национального союза оппозиции, который привел в 1990 г. на пост президента страны Виолету Барриос де Чаморро. В 1991 г. был её спецпредставителем на переговорах с «Армией сопротивления» (Ejército de la Resistencia).
В 1997—1998 гг. — министр иностранных дел Никарагуа. После ухода в отставку вернулся к медицинской практике, при этом продолжил активно публиковать статьи на политические темы.